# NGC 4495
NGC 4495 este o liner situată în constelația Părul Berenicei. A fost descoperită în 13 martie 1785 de către William Herschel. Se află la o distanță de 63,1 de megaparseci de Pământ.